# ビースポーク
株式会社ビースポーク（英: Bespoke Inc.）は、東京都渋谷区に本社を置き、AIソリューションサービス関連のサービスと製品に特化した日本の企業。
AIを搭載したチャットボットのコンシェルジュ「Bebot（ビーボット）」を開発し、国内外で展開している。
「Bebot」とは、自治体・政府機関・国際空港のDXソリューションとして、疫病・災害を含む緊急時の多言語対応の窓口の自動化に特化したチャットボットである。緊急時に発生する外国語の質問やリクエストに対しても、政府や自治体に代わりリアルタイムで多言語対応を行っている。

## 概要
2015年に綱川明美によって設立された。
同年夏、東南アジアを旅行中だった綱川は、従来のガイドブックには載っていない、現地でのローカルな体験を楽しみたいと考えていた。家族や友達に教わった場所や楽しみ方の方が記憶に残る旅行になるというこのアイディアが、ビースポークの原点となった。「安心・安全」そして「特別な体験」を「スマートフォン１つで再現する」をミッションに掲げている。
その後、2016年2月に「Bebot」のベータ版をリリース。同年春に株式会社ビースポークとしての公式サービスが開始した。当初、「Bebot」は宿泊施設向けのサービスであった。しかし2017年以降、宿泊施設以外へのサービス提供・開発を進め、成田国際空港、JR東京駅、国内の市町村などに展開している。24時間稼働の「接客窓口」・「課題解決係」として国内外の自治体・政府機関・国際空港などで積極的に活用されている。
2021年には、経済産業省が支援するスタートアップ育成支援プログラム「J-Startup」に選定。また、代表の綱川が政府のデジタル臨時行政調査会に有識者委員として参加するなど、スタートアップ企業の立場から国や自治体におけるデジタル・トランスフォーメーション（DX）の推進に取り組んでいる。
2022年からは東京都社会福祉協議会、広島県観光連盟、やまなし観光推進機構、他多数の自治体への提供が開始される。

## 沿革
- 2015年
  - 10月 - 株式会社ビースポーク設立

- 2016年
  - 12月 - 宿泊施設向け「Bebot」の1次ベータリリース
- 2017年
  - 4月 - 宿泊施設向けに「Bebot」を正式リリース
  - 9月 - 成田国際空港に空港版「BEBOT」を導入（世界初の空港 x チャットボット案件）
- 2018年
  - 3月 - JR東京駅に鉄道駅版「Bebot」を導入（世界初の大型駅 x チャットボット案件）
  - 4月 - ホテルニューオータニ[1]（東京）に「Bebot」を導入
  - 6月
    - JR東日本グループとパートナーシップ契約
    - 日本におけるスタートアップ企業TOP100に選出
- 2019年
  - 1月 - 京都府京都市に自治体版「Bebot」を導入（世界初の大型観光地 x チャットボット案件）
  - 4月 - 訪日外国人旅行者に向けて緊急災害支援機能を開発・リリース
- 2020年
  - 3月 - 首相官邸の新型コロナウイルス特設ページへコロナ対応「Bebot」を導入
  - 6月 - タンパ国際空港むけにコロナ対応「Bebot」を導入
- 2021年
  - 4月 - スターアライアンス本社へコロナ対応「Bebot」を導入
  - 10月 
    - 沖縄県竹富町へ総合案内窓口対応「Bebot」を導入
    - 経済産業省が推進するスタートアップ育成支援プログラム「J-Startup」に採択
- 2022年
  - 3月 - 富山県南砺市へ育児支援用「Bebot」を導入
  - 3月 - 広島県観光連盟へ多言語対応「Bebot」を導入
  - 4月 - やまなし観光推進機構へ多言語対応「Bebot」を導入
  - 7月 - 仙台市と「Bebot」による、提案型非接触・非対面観光案内サービスの実証実験を開始

## 製品概要

### Bebotについて
「Bebot」は世界で唯一の「官公庁、行政、自治体、宿泊施設、空港、鉄道駅に完全特化した」チャットボットコンシェルジュサービスである。24時間・多言語対応の自動回答ツールで、国内外の主要交通機関、自治体、ならびに数々の宿泊施設に導入されている。
刻々と変わる状況に関する正確な情報をリアルタイムで提供するために、世界中で活躍するAIの技術者を採用し、AI技術を独自開発している。自然言語処理（NLP）エンジン、データベースならびにチャットのフレームワークは全て自社開発したものを使用している。「Bebot」を実際に利用した3,000万人の会話履歴をもとに開発された、「安心・安全」のAIチャットボットを目指している。

### 導入
インターネットに接続されたデバイス（タブレット、スマートフォン、PCなど）から、24時間265日サービスへのアクセスが可能。ユーザーが、サービス提供施設のWi-Fiネットワークに接続、もしくはQRコードを読み取ることで「Bebot」のチャット画面へと誘導される。ブラウザベースで稼働するため、特定アプリケーションのインストールが不要である。利用者は、チャット画面上に質問を入力、もしくは提案される気になる情報をクリックすることで、「会話」レベルでサービスを受けることができる。
ユーザーに提供される情報の主なソースは、契約施設から提供されるデータやビースポークの自社データベース、API連携からの情報である。「Bebot」がユーザーと交わす会話は、データによってカスタマイズされているため、「各施設に特化した」質問に対する回答が提供できるようになっている。「Bebot」があたかも宿泊施設のフロントスタッフ・コンシェルジュに代わって、滞在先の情報やガイド提供などの顧客対応ができよう開発されている。
主な導入実績は、JNTO（日本政府観光局）、成田国際空港、スターアライアンス（ドイツ本社）、タンパ国際空港（フロリダ）、ウィーン国際空港、山梨県、富山県、三重県、広島県観光連盟、富山市、富山県南砺市、熊本県阿蘇市、沖縄県竹富町、ホテルニューオータニ、東京ステーションホテル、ほか多数。

### 観光案内チャットボットとして
当初は訪日外国人向けの観光案内チャットボットサービスとして開発されていた。観光地案内から飲食店の予約まで、10ヶ国語でサポートを提供している。毎日、100を超える国・地域からの訪日外国人に、旅のヒントや情報を提供している。また同時に、様々な需要に対応するために、新しい情報を学習し続けている。
宿泊施設に設置された「Bebot」を通して、ユーザーは施設内や客室情報の確認、道案内、周辺のおすすめ情報の取得や飲食店予約の依頼などを行える。また宿泊施設側も「Bebot」を導入することで、ホテルのフロントでの顧客対応、利用者からのクレーム対応ならびに潜在的な不満の顕在化が可能になる。また、オンライン上で利用者からの口コミ投稿を促すことで、ホテルの稼働率上昇にも貢献している。
「Bebot」は、成田国際空港などの国内外の主要空港にも導入されている。主なサービス内容は、フライト情報、空港内設備・飲食店検索などが挙げられる。ホテルのチャットボットと同様に、ユーザーからのFAQ（よく聞かれる質問）への回答や、空港内のルート案内を提供可能である。
2017年より、サービス提供範囲を日本の鉄道ハブである東京駅に拡大。「Bebot」のAIテクノロジーによって、駅構内の施設に関する質問対応、おすすめ情報や、道案内・誘導などが可能となっている。旅客の新たなニーズの発見、駅の業務効率改善や、24時間の多言語対応などに貢献している。

### 緊急時・災害対応サービスとして行政領域への拡大
コロナ禍による影響でインバウンド向けサービスの需要が低迷してからは、台風や地震などの自然災害や、新型コロナウイルスに関する対応をスタートさせた。従来の空港や宿泊施設のチャットボットに、最新のコロナ情報や各国の水際対策に関するサポートを強化することで、更なるユーザーのニーズへの対応が可能となった。
回答精度の高さと利用者満足度の高さから、昨今では特に行政での導入が進んでいる。官公庁、行政、自治体のDX化を推進する、総合窓口や専門分野での問い合わせにも対応。現在では、オンライン市役所、制度案内、危機管理のためのツールとして導入されている。

## オペレーション

### オフィス所在地
東京都渋谷区の渋谷ヒカリエに本社を構える。サンフランシスコにも拠点がある。

### 資本
初期出資は、アーキタイプベンチャーズ株式会社、ならびに自社をIPOしたさとうたかひろ、田口茂樹、高野秀敏、酒井将、他数名によって実施された。

### スタッフ
世界15カ国からトップクラスの開発者を採用し、チャットボット「Bebot」を独自開発。国際色豊かなスタッフによって構成され、日本の観光産業をリードすべく、旅・観光に情熱を持った人たちばかりである。主要スタッフ20名の国籍は10カ国以上にわたり、開発陣の経験に基づいたプラットフォームの開発が、ユーザーサービスをよりよいものに仕上げている。

### 有人オペレーターによる対応
AIチャットボットが24時間365日サービスを提供する裏で、自社の有人オペレーターを常駐させている。オペレーターは、利用者とチャットボットのやり取りをリアルタイムでモニタリングしており、AIが回答できなかったエラーへの対応を行う。これらのエラーを、AI再学習のタイミングでアップデートすることで、チャットボットが継続的に新しい情報を学習し、より精度の高いサービスを提供できるようにしている。

## 評価
ビースポークは、世界的な視点において、ホスピタリティ業界において最も先進的なAIチャットボット開発企業として認知されている。日本においては「スタートアップ企業TOP100」にも選ばれ、東京都知事主催のアクセラレータプログラムに参加する最初の企業となった。日本発の技術として、AI業界おける高いプレゼンスを保持できていることは社の誇りである。同時に、ビースポークは、観光業界における会話型テクノロジーのリーダーである。空港、レンタカー、ラグジュアリーホテル、鉄道駅などにチャットボットコンシェルジュを初めて導入した企業として、国際カンファレンスにおける「チャットボット」というテーマで多数の登壇で発表をしている。

## メディア
- X-HUB Tokyo[2] - 市場規模と海外戦略についてCEOに聞く
- 日本経済新聞[3] - ビースポーク創業の背景
- 日本経済新聞[4] - 自然災害発生時の訪日観光客へのBebotの対応について
- Podcast - Michael Waitze x 綱川明美 ビースポークCEO[5]
- ウェビナー - TrustYou社 x ビースポーク「ホテル競争を勝ち抜くために」[6]
- Althority Interview[7] - 綱川明美 ビースポークCEO
- The Bot Podcast[8] - 綱川明美 ビースポークCEO
- インタビュー - Forbes Japan x 三菱地所「テクノロジーと旅」[9]
- インタビュー - Bebotの誕生秘話[10]
- ビデオ - チャットボットコンシェルジュでお客様を楽しませてみませんか？[11]
- インタビュー - 数名だけでBebotが開発できた背景[12]
- インタビュー - Grace Japan 綱川明美 ビースポークCEO[13]
- Q&Aセッション - 綱川明美 Levart社 訪日観光客と現地をつなぐアプリ[14]